# Jurij Rudov
Jurij Vasiljevitj Rudov (ryska: Юрий Васильевич Рудов), född 17 januari 1931 i Taganrog, död 26 mars 2013 i Moskva, var en sovjetisk fäktare.
Rudov blev olympisk guldmedaljör i florett vid sommarspelen 1960 i Rom.